# Mesquita Juma “Divendres” (Şamaxı)
La Mesquita Juma de Şamaxı o Mesquita del Divendres de Şamaxı (en àzeri: Şamaxı Cümə Məscidi) és una mesquita de la ciutat de Şamaxı, a l'Azerbaidjan.

## Història
La data de construcció de la mesquita, els 743-744, es basa en la recerca de la comissió geològica de Tbilisi, dirigida pel príncep Shahgulu Qajar. La Mesquita del Divendres de Şamaxı es considera la primera mesquita del Caucas després de la Mesquita del Divendres de Derbent, que va ser construïda l'any 734. La data de construcció de la mesquita està datada del període del Califat al Caucas i al Daguestan, del príncep omeia Màslama ibn Abd-al-Màlik ibn-Marwan, germà de Valil I (705-715). En aquests anys els governadors àrabs, enfortint les torres d'aquesta ciutat antiga, començaren la construcció d'estructures noves en aquest territori. Els àrabs van donar una gran importància a Şamaxı.

## Reconstruccions
A causa de les batalles i els terratrèmols, la mesquita hagué de reconstruir-se algunes vegades. Segons Imad-ad-Din al-Isfahaní, un cronista de l'època de la Dinastia seljúcida, els dirigents de Xirvanxah van recórrer a Seljuq Sultan Mahmud (1118-1131) per a defensar-se de les incursions de Geòrgia.
La primera construcció de la Mesquita Juma començà al final del segle xii. La segona construcció se'n feu en el segle xvii, durant l'època de Dinastia safàvida. Evliya Çelebi, l'escriptor i viatger otomà que visità Şamaxı l'any 1656, en el seu estudi informa d'alguns canvis estructurals de Mesquita Juma durant l'època de la Dinastia safàvida. La tercera reconstrucció se'n va fer el 1860 per l'arquitecte de província Qasim bei Hajibababeyov després del gran terratrèmol del 1859. La quarta reconstrucció començà després del terratrèmol més fort del 1902. Les reconstruccions, les realitzà l'arquitecte azerbaidjanés Ziver bei Ahmedbeyov i l'arquitecte polonés Józef Plośko.
El 1918 la Mesquita Juma, que no estava plenament reconstruïda, una altra vegada va sofrir un incendi, fet per les unitats armades del partit armeni, "Dashnaktsutiun", sota el guiatge de Stepan Lalayan.
Al desembre del 2009, l'ordre sobre la restauració de la Mesquita Juma la donà Ilham Əlíev, president de l'Azerbaidjan.

## Galeria

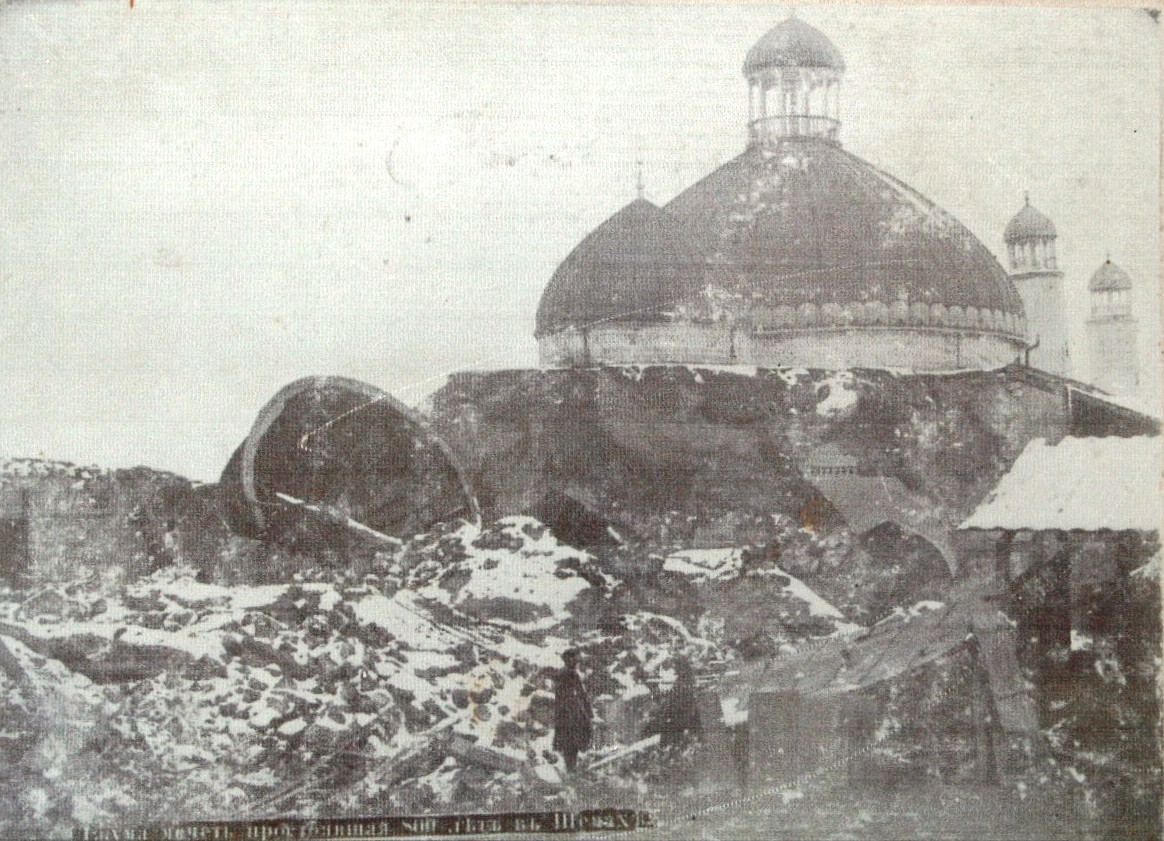
La mesquita després del terratrèmol del 1902
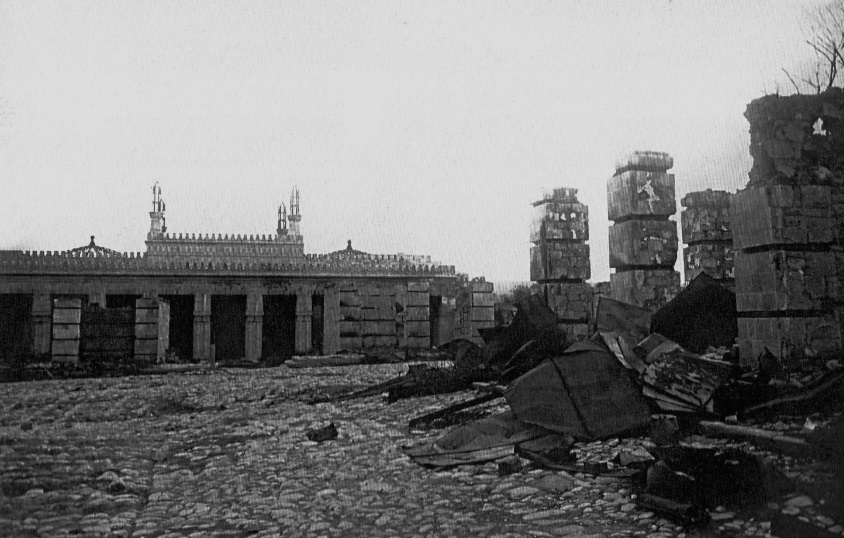
La mesquita el 1918
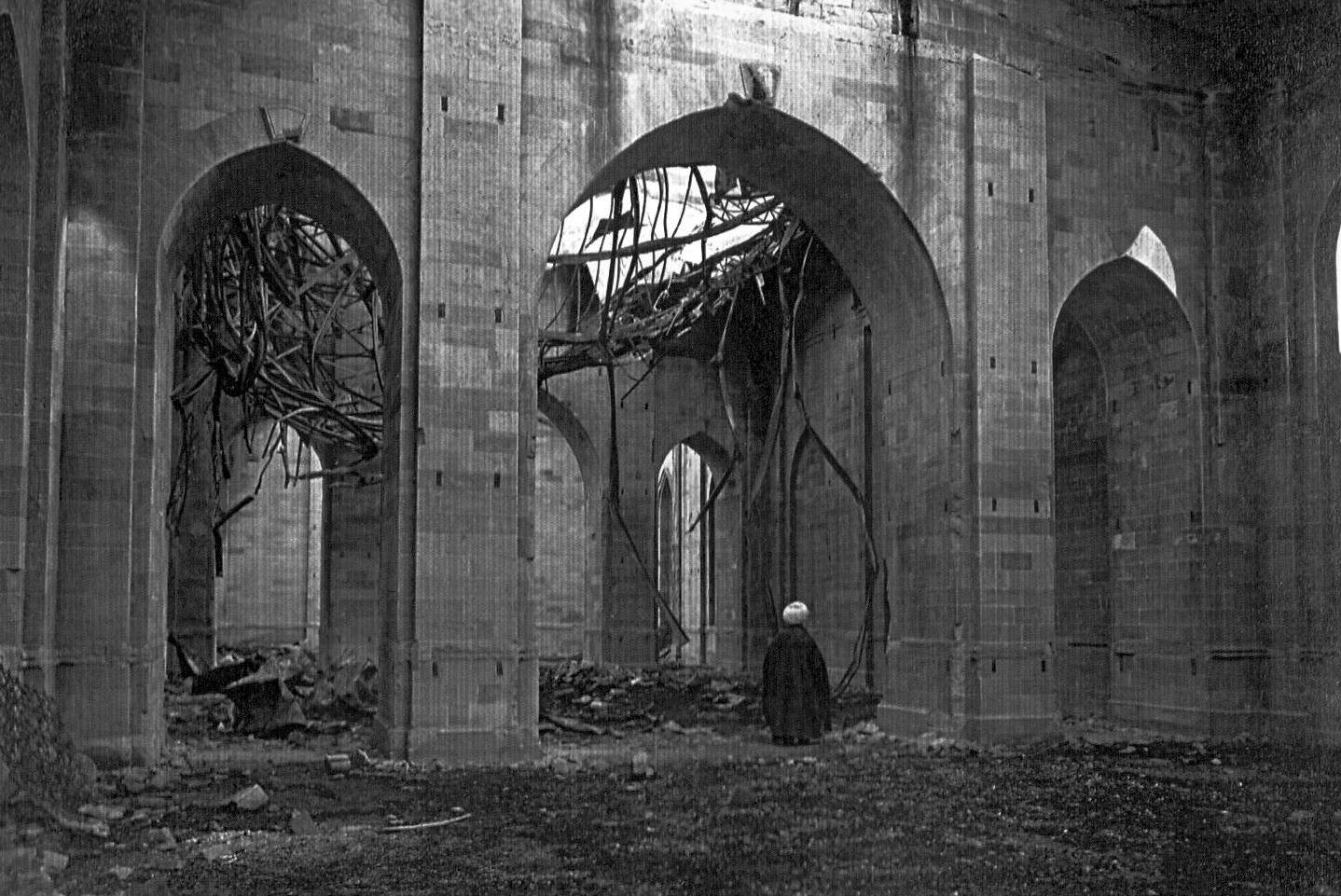
Interior de la mesquita després de l'incendi
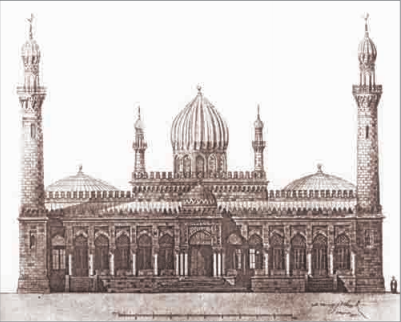
El pla de la restauració de la mesquita
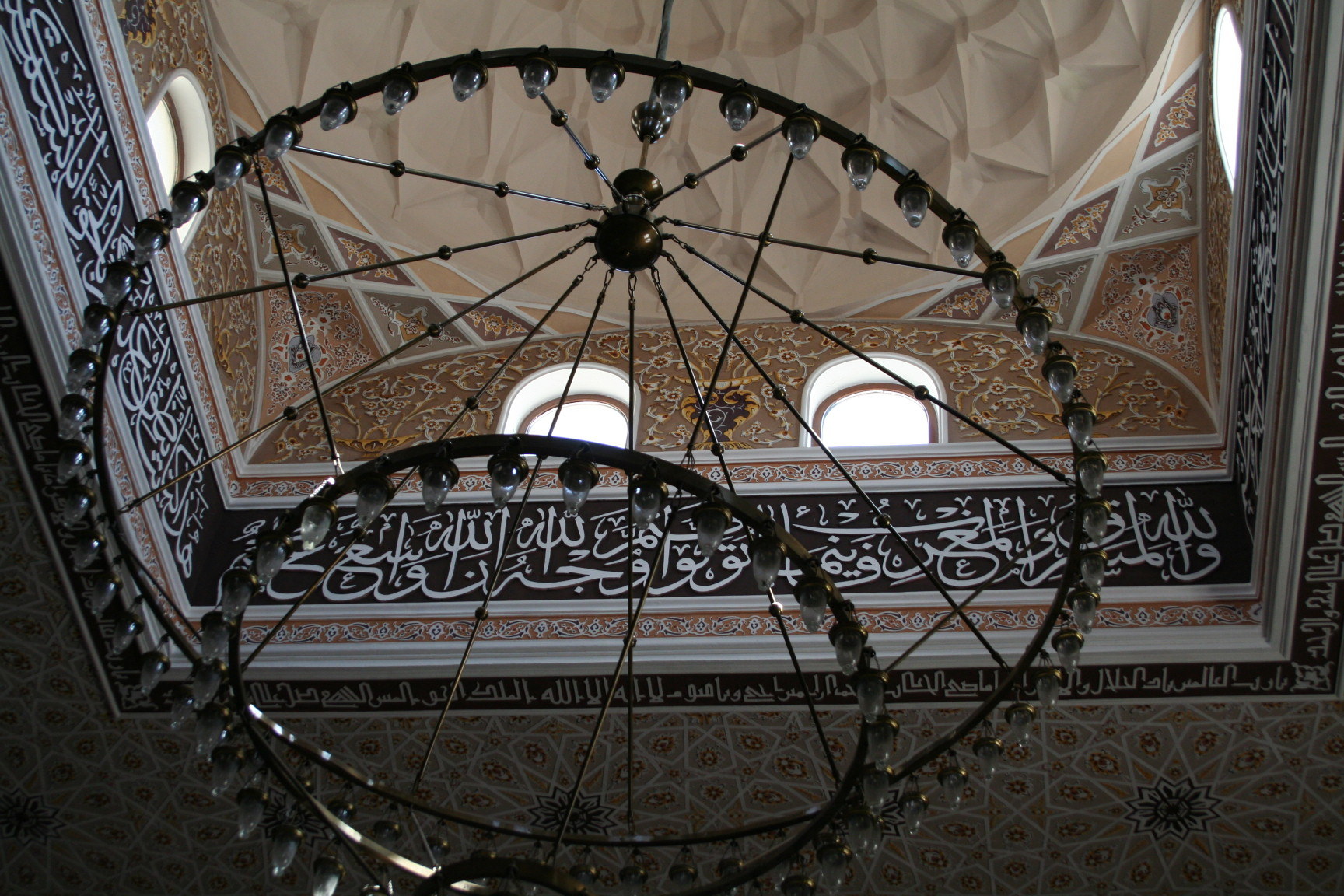
Interior de la mesquita
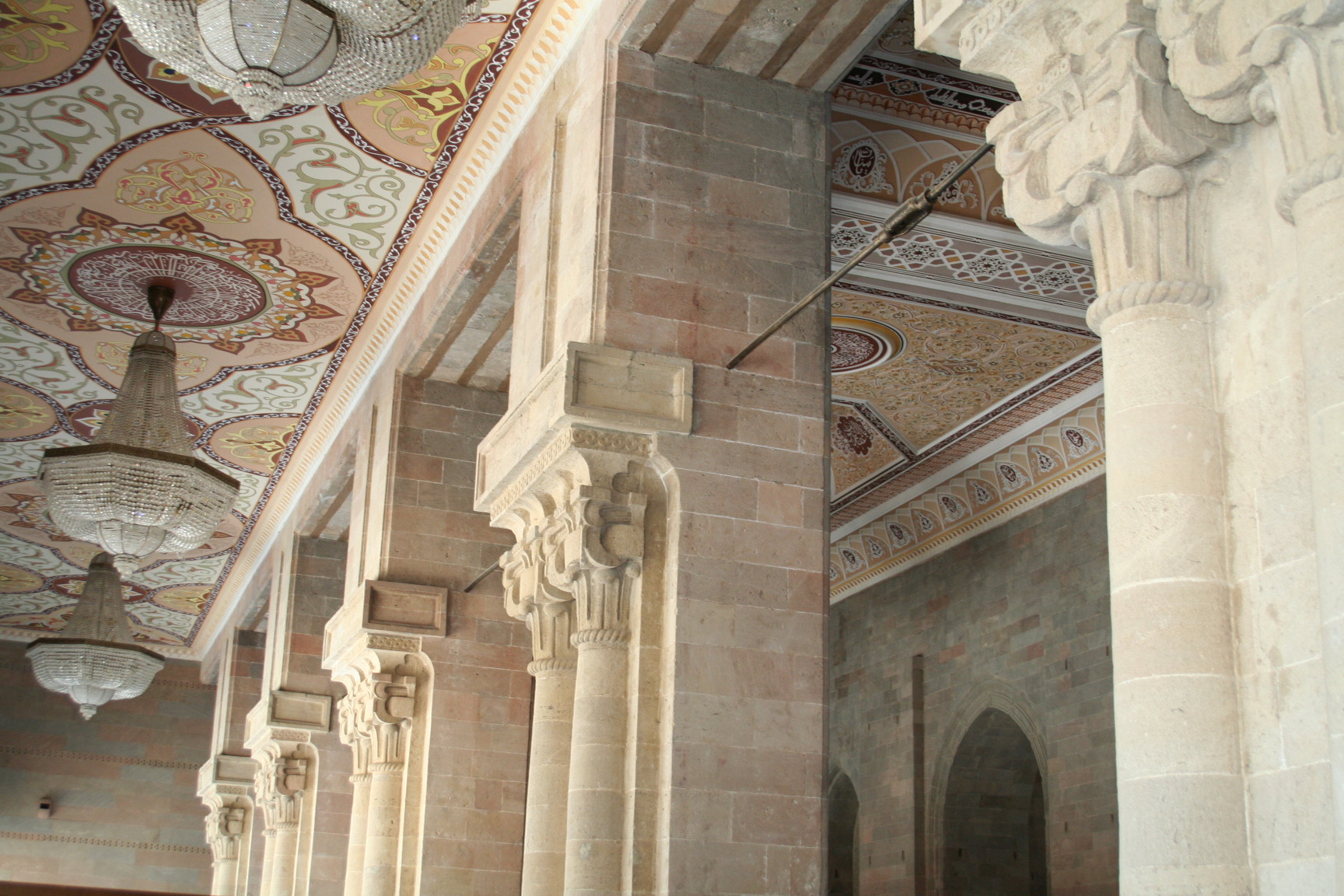
Ornamentació interior
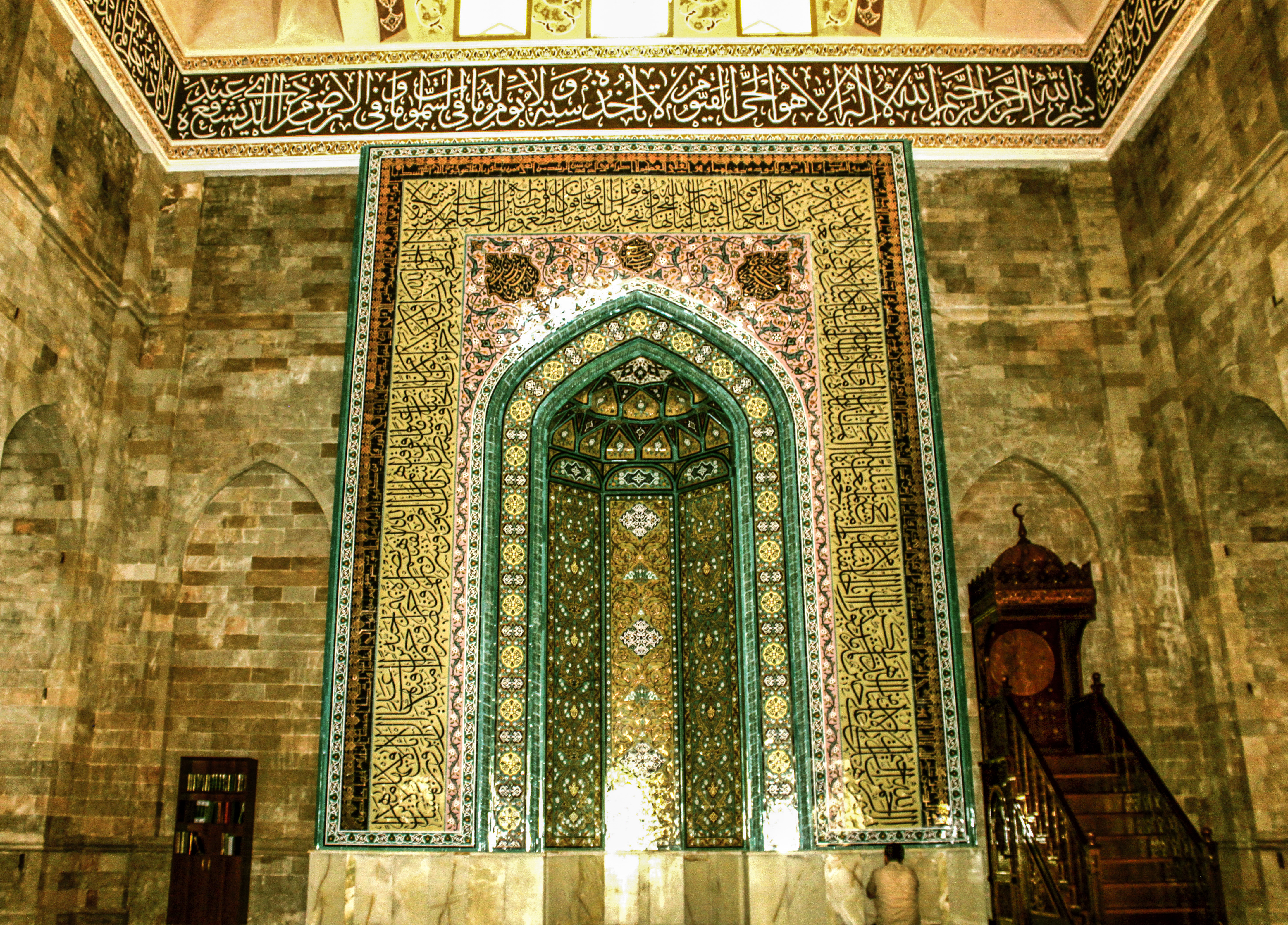
Interior de la mesquita
Vista panoràmica de nit